# Simón Berthold

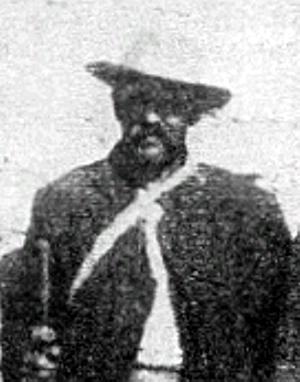
Simón Berthold (¿?-1911).

Simón Berthold Chacón, nació en Nacozari, Sonora, de padre alemán y madre mexicana. Emigró a los Estados Unidos. Militó en el Partido Liberal Mexicano (PLM) y fue segundo al mando de la División del Ejército Liberal en Baja California.
El 29 de enero de 1911, Berthold y José María Leyva con un grupo de 30 guerrilleros toman el poblado de Mexicali, hecho que marca el inicio de la campaña libertaria del PLM en la península de Baja California.
A Berthold y Leyva se les atribuye haber dado a la prensa, a fines de febrero de 1911, la versión de que en el objetivo de la campaña era crear una "república socialista independiente" o una mancomunidad cooperativa en Baja California.
Junto con Leyva atacó en dos ocasiones Tecate sin lograr capturar la plaza en el mes de marzo de 1911. Berthold marchó con un grupo hacia en El Álamo, poblado al suroeste de Tecate, el cual lograron capturar el 21 de marzo, sin embargo en el trayecto a El Álamo, Berthold resultó herido de una pierna por una bala de Alberto Rodríguez (El cachora), un francotiradior de origen indígena, a quien el coronel porfirista Celso Vega había entregado una fotografía del comandante liberal para que lo matara. Esa herida causó la muerte de Berthold pocos días después.
Falleció el 14 de abril de 1911 en el mineral de El Álamo, Baja California.